# Suir
Die Suir [ʃuːr] (ir.: An tSiúr oder Abhainn na Siúire, engl. River Suir) ist ein Fluss im Süden Irlands mit einer Gesamtlänge von 183 km.
Ihre Quelle liegt im Norden der Stadt Templemore im County Tipperary. Von dort fließt sie durch die Städte Loughmore, Thurles und Holycross, vereinigt sich mit den Flüssen Aherlow und Tar und fließt vor den Comeragh Mountains nach Osten. Der Fluss bildet an dieser Stelle die Grenze zwischen dem County Waterford und dem County Kilkenny und fließt durch die Städte Cahir, Clonmel und Carrick-on-Suir, bevor er die Stadt Waterford erreicht. Im Norden der Stadt vereinigt sich die Suir mit dem River Barrow – kurz nachdem dieser den River Nore aufgenommen hat – zu einem einzigen Strom, der einige Kilometer südwärts von Waterford bei Dunmore East in die Keltische See mündet. Die drei Flüsse werden im Sprachgebrauch die Three Sisters genannt. An der Mündung steht auf der Halbinsel Hook Head der gleichnamige Leuchtturm, der 1172 errichtet wurde und damit der älteste in Europa ist.
Historisch kommt dem Fluss eine Bedeutung bei der Besiedlung des Landesinneren im frühen Mittelalter durch die Wikinger zu. Diese gründeten ab Mitte des 9. Jahrhunderts entlang der Küste und den Flüssen Siedlungen.
Die Suir ist sehr beliebt bei Anglern, die hier nach Lachsen und Bachforellen fischen.